# 哈默爾恩
哈默尔恩（德語：Hameln，發音：[ˈhaːml̩n] ⓘ）是德国下萨克森州哈默尔恩-皮尔蒙特县的城市，也是哈默尔恩-皮尔蒙特县的县治，面积102.53平方千米，2023年12月31日人口为57,916人。哈默爾恩因是格林童話故事《花衣魔笛手》的故事舞台而聞名。

## 歷史
在1284年，發生了街頭兒童失蹤事件。以此事作為題材，衍生出了格林童話故事《花衣魔笛手》。關於此事件的真相有各種各樣的見解，沒有統一的結論。1426年，哈默爾恩加入漢薩同盟，工商業得到了發展。哈默爾恩被卷入了17世紀的三十年戰爭，曾一度被丹麥占領。
1923年4月1日—1972年12月31日，哈默尔恩曾是一座非县辖城市，之后并入哈默尔恩-皮尔蒙特县。

## 地理
哈默爾恩位於威悉河沿岸，距希尔德斯海姆以西約40公里，汉诺威西南約40公里，是德国童话之路的沿線城市，每年都有很多觀光客來訪。